# Tomasz Brzyski
Tomasz Brzyski, né le 10 janvier 1982 à Lublin, est un footballeur professionnel polonais. Il occupe actuellement le poste de défenseur au Sandecja Nowy Sącz.

## Biographie
Le 14 janvier 2013, Tomasz Brzyski se libère de son contrat le liant au Polonia Varsovie, club qui fait face à des problèmes financiers et qui a des difficultés pour payer ses joueurs. Le même jour, il rejoint le voisin, rival et leader du championnat, le Legia, avec lequel il s'engage pour deux ans.

## Palmarès
- Championnat de Pologne : 2013, 2014, 2016 et 2017
- Vainqueur de la Coupe de Pologne : 2013 et 2015